# Ludwig-Geißler-Schule
Die Ludwig-Geißler-Schule ist eine gewerblich-technische und berufsbildende Schule in der Stadt Hanau. Mit ihren rund 2200 Schülern sowie 160 Lehrkräften zählt sie zu den größten Schulen im Main-Kinzig-Kreis.

## Geschichte
Die Ludwig-Geißler-Schule wurde 1872 unter dem Namen Gewerbliche Fortbildungsschule in Hanau gegründet. Die Umbenennung nach dem Pädagogen Ludwig Geißler erfolgte 1961. Aufgrund ihres 150-jährigen Bestehens feiert die gewerblich-technische Schule im Jahr 2022 ein Jubiläum.

### Der Namensgeber

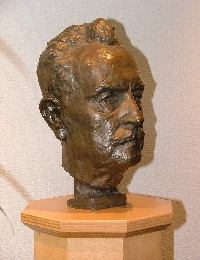
Büste von Ludwig Geißler

Ludwig Geißler (* 7. Februar 1872 in Schillingstadt, Baden; † 12. Oktober 1953 in Hanau) bestand 1891 die erste Lehrerprüfung in Karlsruhe und ließ sich anschließend von 1891 bis 1896 an der Gewerbelehrer-Bildungsanstalt der Technischen Hochschule in Karlsruhe zum Gewerbelehrer ausbilden. Nach Jahren der Berufstätigkeit als Lehrer, aber auch als Architekt und Bauleiter, übernahm er 1906 die Leitung der damaligen Gewerblichen Fortbildungsschule in Hanau. Aus dieser wurde in der Weimarer Republik die Gewerbliche Berufsschule. Geißler blieb bis zu seiner Pensionierung im Jahre 1934 Leiter dieser Schule. 
1930 wurde er nebenamtlicher Dozent am Berufspädagogischen Institut in Frankfurt am Main. Dort war er mit Richard Botsch und Jürgen Wissing maßgeblich an der Entwicklung der Frankfurter Methodik beteiligt, die als die erste ausformulierte Didaktik der technisch-gewerblichen Fachrichtungen gilt. Sie konzentrierte sich in positivistischer Manier auf die Wiedergabe der betrieblichen Realität im schulischen Kontext.
Am 19. Oktober 1953 starb Ludwig Geißler im Alter von 82 Jahren in Hanau. Die Beisetzung erfolgte auf dem Hauptfriedhof der Stadt. Sein Grab ist erhalten, ebenso eine Büste sowie ein Ölporträt Geißlers in Privatbesitz, das 1912 von Reinhold Ewald angefertigt wurde.
Der ehemalige Schüler und spätere Mitarbeiter Geißlers, Jürgen Wissing aus Essen, machte den Vorschlag, die Gewerbliche Berufsschule in Ludwig-Geißler-Schule umzubenennen. In Anerkennung der Verdienste Ludwig Geißlers als langjähriger Schulleiter, vor allem aber seiner Leistungen, die er für den Berufsschulunterricht erbracht hat, folgte der Schulträger 1961 diesem Vorschlag.

## Schwerpunkte und Schulformen
Die Ludwig-Geißler-Schule bietet verschiedene Schulformen und Schwerpunkte an.
Zu den Schulformen gehören:
- Berufliches Gymnasium
- Berufsfachschule zum Übergang in Ausbildung
- Berufsschule im dualen System
- Fachoberschule
- Integration durch Anschluss und Abschluss
- Zweijährige Fachschule für Technik

Zu den Schwerpunkten gehören:
- Biologietechnik
- Chemietechnik
- Elektrotechnik
- Holztechnik
- Informationstechnik
- Maschinenbau
- Metalltechnik
- Umwelttechnik

## Auszeichnungen

### Umweltschule Hessen
Die Auszeichnung „Umweltschule – Lernen und Handeln für unsere Zukunft“ würdigt das besondere Engagement einer Schule im Bereich Umweltbildung und ökologische Bildung. Das Hessische Ministerium für Umwelt, Klimaschutz, Landwirtschaft und Verbraucherschutz und das Kultusministerium Hessen prämieren damit die Verbesserung der Qualität von Unterricht und Schulleben im Sinne einer Bildung für nachhaltige Entwicklung (BNE).
Seit 2008 wird die Ludwig-Geißler Schule regelmäßig als Umweltschule ausgezeichnet.

### Digitale Schule Hessen
Die Ehrung der „Digitalen Schulen“ steht unter der Schirmherrschaft der ehemaligen Beauftragten der Bundesregierung für Digitalisierung, Staatsministerin Dorothee Bär. Den Digitalen Schulen wurde es durch einen Kriterienkatalog ermöglicht, eine Standortbestimmung sowie eine Selbsteinschätzung zum Thema „Digitalisierung“ vorzunehmen und Anregungen umzusetzen. Bei Vorliegen einer entsprechenden Profilbildung kann von einer digitalen Schule gesprochen werden. Der Kriterienkatalog „Digitale Schule“ umfasst fünf Module, die alle von den Schulen nachgewiesen werden:
1. Pädagogik & Lernkulturen
2. Qualifizierung der Lehrkräfte
3. Regionale Vernetzung
4. Konzept und Verstetigung
5. Technik und Ausstattung.

Als eine von 19 hessischen Schulen wurde die Ludwig-Geißler Schule zum wiederholten Male von den Vorsitzenden der Nationalen Initiative „MINT Zukunft schaffen“  als Digitale Schule Hessen ausgezeichnet.

## Persönlichkeiten

### Ehemalige Lehrer
- Emil Thormählen (1859–1941), Schulleiter ab 1889
- Klaus Herzog (* 1951),  ehem. Oberbürgermeister der Stadt Aschaffenburg
- Martin Trageser (* 1943),  ehem. Mitglied des Hessischen Landtags
- Harald Habermann (* 1951),  ehem. Mitglied des Hessischen Landtags
- Hugo Klein (* 1953),  ehem. Mitglied des Hessischen Landtags

### Ehemalige Schüler
- Daniel Mack (* 1986),   ehem. Mitglied des Hessischen Landtags und Lobbyist
- Rudolf „Rudi“ Völler (* 1960), deutscher Fußballspieler, -trainer und Sportfunktionär
- Sven Väth (* 1964),  deutscher DJ, Musiker und Labelbetreiber